# Tate waza
Tate waza (em japonês:  縦技) é o termo que designa nas artes marciais japonesas aquelas técnicas que são executadas de pé. Nesta gênero de técnicas podem ser encontrados quaisquer golpes, como socos e projeções, os quais são feitos sem a perda da postura.